# Wieża ciśnień w Biedrusku
Wieża ciśnień w Biedrusku – wieża ciśnień zlokalizowana przy ul. Poznańskiej w Biedrusku.

## Historia
Wieżę o wysokości 31 metrów wzniesiono w stylu neogotyckim w 1901, w czasie, kiedy Biedrusko ulegało gwałtownej rozbudowie na potrzeby pruskiej jednostki wojskowej. Służyła lokalnej sieci wodociągowej, obsługującej m.in. kasyno i koszary. W latach 70. XX wieku ceramiczne pokrycie dachowe zastąpiono blaszanym. Wieża funkcjonowała do 1993, kiedy to wyłączono ją z eksploatacji (do dziś nie jest użytkowana). W 2019 została laureatem w konkursie Zabytek Zadbany w kategorii zabytki techniki.

## Architektura
Wieża jest wyposażona w stalowy, nitowany zbiornik na wodę (typ Intze). Ma on pojemność 150 m³. W części przeznaczonej na zbiornik wody umieszczone są zegary z 1901, skonstruowane przez przedsiębiorstwo J.F. Weule z Bockenem (oryginalny mechanizm zegarowy poddano renowacji podczas remontu obiektu ukończonego w 2019).